# Androeme plagiata
Androeme plagiata là một loài bọ cánh cứng trong họ Cerambycidae.